# Baggio Leung
Sixtus Baggio Leung Chung-hang (chinois traditionnel : 梁頌恆, né le 7 août 1986) est un activiste et homme politique de Hong Kong.
Il est le coordinateur de Youngspiration, un groupe politique favorable à l'indépendance de Hong Kong. Il a été élu au Conseil législatif de Hong Kong en tant que membre pour les nouveaux territoires de l'Est lors de l'élection du Conseil législatif de Hong Kong de 2016.

## Biographie
À la suite de sa déclaration politique lors de la cérémonie pour prêter serment, il a fait face à une contestation juridique du gouvernement. Le 15 novembre 2016 il est destitué. En effet, avec Yau Wai-ching, les deux élus indépendantistes ont prononcé leur serment avec une bannière proclamant que « Hong Kong n'est pas la Chine », et ont refusé de prononcer correctement le terme « Chine »  pendant leur prestation. Or les parlementaires doivent accepter la Loi fondamentale de 1997, qui met en avant le principe Un pays, deux systèmes définissant les liens entre Pékin et Hong Kong.
Commentant cette décision, la députée démocrate Claudia Mo indique : « L’Etat de droit à Hong Kong est mort. C’est le règne par décret. Hong Kong peut s’attendre à vivre dans la peur désormais ». Edmund Chung, professeur à l’Université baptiste de Hong Kong, indique : « On assiste à une radicalisation de la politique parlementaire, le Legco est devenu une extension de la politique menée dans la rue. C’est inédit! ».
Au contraire pour la rédaction du quotidien anglophone The Global Times, proche du Parti Communiste chinois, « les deux élus doivent être nettoyés du paysage politique de Hong Kong ». Zhang Xiaoming, le chef de la représentation chinoise à Hong Kong, les qualifie de « cellules cancéreuses ».
Les deux indépendantistes ne sont plus autorisés à pénétrer dans l'enceinte du parlement. Or le 2 novembre, tous deux sont rentrés et ont tenté de prêter serment sous les hués des députés pro-Pékin. Les forces de l'ordre ont dû intervenir à la demande d'Andrew Leung, président du parlement.